# Mônica thành Hippo
Monica thành Hippo (333–387) là người được Giáo hội Công giáo Rôma phong thánh và là mẹ của Thánh Augustine.
Monica sinh tại Tagaste (nay thuộc Algérie, Bắc Phi). Bà được nuôi dưỡng trong đức tin Công giáo nhưng kết hôn với một người ngoại đạo lớn tuổi tên Patricius. Ông là người nhiều năng lực nhưng tính khí hung bạo và không chung thủy. Augustine thuật lại rằng Patricius từng hành hung Monica. Thêm vào đó, bà mẹ chồng không thích Monica và thường gây cho bà không ít rắc rối.
Tuy nhiên, Monica đến nhà thờ mỗi ngày và học biết cách sống trong nhẫn nhục. Bà nói với những phụ nữ không may mắn trong hôn nhân, "Nếu có thể cầm giữ miệng lưỡi mình, không chỉ bạn có thể tránh bị bạo hành, mà có thể, một ngày nào đó, hoán cải chồng bạn trở nên một người tốt." Chỉ trong một thời gian ngắn, bà giành được cảm tình của mẹ chồng. Dần dần, bà thuyết phục Patricius đến với đức tin Ki-tô giáo và làm giảm nhẹ tính hung bạo của ông.
Monica có ba con. Bà hạnh phúc vì những thành công của con trai trong cương vị học giả và giáo sư, nhưng cuộc sống phóng đãng của ông mang đến cho người mẹ không ít tủi nhục. Trong suốt mười năm, Augustine sống với một cô nhân tình và theo đuổi niềm tin vào học thuyết dị giáo Mani (Manichaenism). Monica gởi Augustine đến gặp một vị giám mục, mong đợi con trai chịu thuyết phục về những sai lầm của mình. Song vị Giám mục đã thất bại và chỉ biết khuyên Monica tiếp tục cầu nguyện cho con trai của bà. Ông nói, "Không thể nào một người con được bao bọc bởi quá nhiều nước mắt của người mẹ lại có thể bị hư mất". Từ đó, Monica kiên tâm cầu nguyện cho con trai. Ở tuổi 28, Augustine nhận lãnh ân điển, theo lời tự thuật trong tác phẩm Xưng tội (Confessions), và đến với đức tin Ki-tô giáo.
Khi Patricius qua đời, Monica đến sống với Augustine ở Ý. Lúc 56 tuổi, bà từ trần tại Ostia khi cùng với con trai chuẩn bị trở về Phi châu, không lâu sau khi Augustine chịu phép rửa tội bởi Thánh Ambrose.
Trong Giáo hội Công giáo Rôma, Lễ Thánh Monica trước đây là ngày 4 tháng 5, nay là ngày 27 tháng 8. Bà được người Công giáo xem là thánh bổn mạng của các bà vợ, mẹ và nạn nhân bị lạm dụng.

## Di sản
Một thành phố ở phía tây Quận Los Angeles, Santa Monica, California, được đặt theo tên của Monica để kỷ niệm sự kiện các nhà truyền giáo đã đến đây lần đầu tiên vào ngày lễ của nữ thánh. Nhà thờ Công giáo lớn nhất thành phố và một trường trung học mang tên bà.
Có những nhà thờ khác mang tên Monica ở Duluth, Georgia, Philadelphia, Pennsylvania, Palatka, Florida, Barre City, Vermont, Berwyn, Pennsylvania, Garfield Heights, Ohio, Chicago, Illinois, Richmond District, San Francisco, California, Tucson, Arizona và Indianapolis, Indiana.
Có các trường học được đặt theo tên Monica ở:
- Edmond, Oklahoma, Hoa Kỳ
- Edmonton, Alberta, Canada
- Cairns, Queensland, Australia
- Barre City, Vermont, Hoa Kỳ
- Prestwich, Bury, Anh
- Epping, Victoria, Australia
- Mishawaka, Indiana, Hoa Kỳ
- Garfield Heights, Ohio, Hoa Kỳ
- Adelaide, South Australia, Australia
- Ottawa, Ontario, Canada
- New Orleans, Louisiana, Hoa Kỳ
- Creve Coeur, Missouri, Hoa Kỳ
- Philadelphia, Pennsylvania, Hoa Kỳ
- Sunbury, Pennsylvania, Hoa Kỳ
- Chicago, Illinois, Hoa Kỳ
- Barrie, Ontario, Canada
- Dallas, Texas, Hoa Kỳ
- San Francisco, CA,Hoa Kỳ
- Milwaukee, Wisconsin, Hoa Kỳ
- Sandakan, Sabah, Malaysia
- Richmond, New South Wales, Australia
- Calgary, Alberta, Canada
- Indianapolis, Indiana, Hoa Kỳ